# Bracia Muzułmańscy
Bracia Muzułmanie (arab. ‏الإخوان المسلمون‎, Al-Ichwan al-muslimun) inaczej Bractwo Muzułmańskie (arab. Dżama’at al-Ichwan al-muslimin), Stowarzyszenie Braci Muzułmanów – islamska organizacja religijna i społeczno-polityczna, założona w 1928 roku w Egipcie przez Hasana al-Bannę. Jej powstanie było reakcją na rozpad Imperium Osmańskiego i jego podział na mniejsze organizmy państwowe.
Motto Braci Muzułmanów brzmi: Allah jest naszym celem. Prorok naszym przywódcą. Koran naszym prawem. Dżihad naszą ścieżką. Śmierć w imię Allaha jest naszą nadzieją.

## Bracia Muzułmanie na świecie
Od początku swego istnienia Bracia sprzeciwiają się świeckim tendencjom w krajach muzułmańskich, odrzucają wpływy zachodnie oraz żądają powrotu do zasad Koranu i szariatu.
Bractwo, powstałe w Egipcie, szybko znalazło podatny grunt w innych krajach muzułmańskich, m.in. w Syrii, Transjordanii (późniejszej Jordanii), Palestynie, Arabii Saudyjskiej. Obecnie ma swoje filie w 70 krajach świata. Ich status jest różny – od oficjalnych partii politycznych, mających swoich przedstawicieli w parlamencie, przez grupy społeczno-religijne aż po podziemne, nielegalne bojówki terrorystyczne. Twierdzi się (bądź sami Bracia podają), że brali oni udział, po stronie islamskiej, w większości konfliktów zbrojnych w tej części świata, m.in. w wojnach arabsko-izraelskich, w algierskiej wojnie o niepodległość, po stronie afgańskich mudżahedinów czy kaszmirskich bojowników.

## Bracia Muzułmanie w poszczególnych krajach

### Egipt
Założone przez Hasana al-Bannę w 1928 roku w Ismailii. Początkowo Bractwo Muzułmańskie było egipską organizacją młodzieżową, której celem była islamska moralna i społeczna reforma kraju. Organizowali oni życie kulturalne młodzieży i ośrodków szkoleniowych. W latach 30. XX wieku Bractwo ulegało stopniowemu upolitycznieniu. Stworzyło tajne grupy paramilitarne. Mierzyło zarówno w skorumpowane instytucje feudalne, jak i zachodni imperializm.
Kiedy wybuchła wojna, Bractwo Muzułmańskie obiecało na piśmie, że zorganizują powstania, aby pomóc generałowi Rommlowi i upewnią się, że żaden angielski lub amerykański żołnierz nie pozostanie żywy w Kairze czy Aleksandrii.
Bractwo zaczęło rozszerzać swoje wpływy podczas II wojny światowej. Mieli nawet swojego reprezentanta w Jerozolimie. Był nim Wielki Mufti Jerozolimy, Haj Amin al-Husseini (matka Arafata, Hamida Khalifa al-Husseini była jego kuzynką, tak więc Arafat był jego bratankiem). Wielki Mufti udał się do Niemiec w czasie wojny i pomagał rekrutować międzynarodowe oddziały SS, złożone z muzułmanów. Mufti przyczynił się czynnie do powstania pułku „Mussulmanischen SS Neu-Turkistan”. Trzonem tej formacji mieli być członkowie batalionów wschodnich (kolaboranckie jednostki z obszaru ZSRR), głównie muzułmańscy Turkmeni. Uzupełniano ją potem stopniowo muzułmanami pracującymi jako przymusowa siła robocza w Niemczech. Jednostka uczestniczyła m.in. w tłumieniu Powstania Warszawskiego i powstania na Słowacji.
Pod koniec II wojny światowej, Bractwo Muzułmańskie było ścigane za zbrodnie wojenne, a ich niemieccy “nadzorcy” wywiadu zostali schwytani w Kairze.
Po II wojnie światowej członkowie Bractwa brali udział w wielu akcjach terrorystycznych, zwłaszcza przeciwko rządom króla Faruka. Po jego obaleniu popierali oni początkowo świeckie rządy rewolucyjnej rady Nasera. W grudniu 1948 jeden z Braci zabił egipskiego premiera, za co w 1949 nakazano rozwiązać organizację. Sam al-Banna został zabity przez agentów rządowych w Kairze w lutym 1949.
W roku 1954 jeden z członków organizacji, której pozwolono ponownie działać, usiłował zabić Nasera podczas jednego z wieców w Aleksandrii. Bractwo zostało ponownie zdelegalizowane, a ponad 4000 jego członków zostało uwięzionych, w tym Said Kutb – czołowy intelektualista tej grupy. Wielu członków Bractwa uciekło do Jordanii, Libanu, Arabii Saudyjskiej i Syrii. W roku 1964 Naser ponownie zalegalizował działalność Bractwa i wypuścił wszystkich więźniów politycznych. Przyniosło to jednak odwrotny skutek i kolejną falę zamachów na prezydenta. W 1966 roku skazano na śmierć przywódców Bractwa, a pozostałych osadzono ponownie w więzieniach.
Następca Nasera Anwar as-Sādāt obiecał reformy, w tym wprowadzenie szariatu. Jednak podpisanie przez niego traktatu pokojowego z Izraelem bardzo rozgniewało Braci. I to prawdopodobnie oni przyłożyli rękę do jego zamordowania w roku 1981. W roku 1984 władze Egiptu ponownie zezwoliły na działalność Bractwa, ale tylko jako organizacji religijnej. Wszelkie ich działania poddane zostały jednocześnie silnemu nadzorowi służb bezpieczeństwa, co stało się przyczyną licznych tarć. Pod koniec lat 80. XX w. za sprawą Gama’at Islamija (Towarzystwo Islamskie) tysiące ludzi ulokowało swoje oszczędności w domach inwestycyjnych prowadzonych przez członków Bractwa, które zbankrutowały, zostawiając Egipcjan bez pieniędzy.
Z Bractwa powstały bardziej radykalne ugrupowania, jedno z nich – At-Takfīr wa-'l-Hiğra – zyskało złą sławę atakami na butiki i kluby nocne podczas zamieszek w 1977 roku. Inna frakcja utworzona w Egipskiej Akademii Wojskowej zaplanowała zamach stanu, który jednak stłumiono w zalążku. Najsłynniejszą i najskuteczniejszą było ugrupowanie al-Dżihad, które zorganizowało zamach na Sadata i przymierzało się do rewolucji w Asjucie w 1981 roku.
Po rewolucji w Egipcie w 2011, która obaliła dyktatora Husniego Mubaraka, Bractwo Muzułmańskie przejęło władzę w kraju, z prezydentem Mohamedem Mursim na czele. Jego rządy zostały obalone w zamachu stanu w nocy na 4 lipca 2013, a przywódcy Bractwa zostali aresztowani. 23 września 2013 sąd egipski orzekł zakaz wszelkiej działalności na terenie kraju Bractwa i wywiedzionych z niego organizacji oraz przepadek jego majątku. 25 grudnia 2013 sąd egipski uznał Bractwo Muzułmańskie za organizację terrorystyczną.

### Syria
Syryjska gałąź Bractwa powstała w 1942 lub 1945-1946. Tworzyli ją syryjscy studenci, którzy wracali z Egiptu przesiąknięci ideami al-Banny, a jej pierwszym przywódcą był Mustafa as-Siba'i. W latach 1947 i 1949 wprowadzała do parlamentu syryjskiego po trzech deputowanych, kilkakrotnie współtworzyła rząd. Gdy w marcu 1963 drogą zamachu stanu władzę w Syrii przejęła partia Baas, Bracia Muzułmańscy znaleźli się w opozycji. Cieszyli się szczególnym poparciem miejskich notabli, kupców i zdeklasowanych posiadaczy ziemskich, którzy nie popierali socjalistycznego programu Baas. W 1964 usiłowali wzniecić w Hamie zbrojne powstanie, które zostało stłumione. Po tym wydarzeniu Bractwo Muzułmańskie w Syrii zostało zdelegalizowane.
Organizacje islamskie, nadal nielegalne, urosły w Syrii w siłę w kolejnej dekadzie, gdy pogorszyła się sytuacja ekonomiczna kraju. W drugiej połowie lat 70. XX wieku Bracia Muzułmańscy i inne organizacje fundamentalistyczne otwarcie wystąpiły przeciwko rządowi, organizując serię zamachów na urzędników państwowych i partyjnych oraz przedstawicieli alawickiej inteligencji. Władze państwowe odpowiadały represjami. Kulminacją konfrontacji było krwawo stłumione powstanie sunnickich fundamentalistów w 1982.
Osłabieni Bracia Muzułmańscy kontynuowali odtąd działalność głównie na emigracji. Po 1996, gdy na czele organizacji stanął Ali Sadr ad-Din al-Bajanuni, starali się budować wizerunek Bractwa jako ugrupowania umiarkowanego, gotowego do funkcjonowania w demokratycznym państwie, respektującego mniejszości religijne i prawa człowieka. Bracia prowadzili tajne rozmowy z prezydentem Hafizem al-Asadem, a po jego śmierci – z kolejnym prezydentem Baszszarem al-Asadem, starając się o zgodę na ponowną legalizację organizacji. Nie zakończyły się one powodzeniem. Podczas wojny domowej w Syrii Bracia Muzułmańscy działali w opozycji zrzeszonej w Narodowej Radzie Syryjskiej, a od 2013 wchodzą w skład Syryjskiej Koalicji Narodowej na rzecz Opozycji i Sił Rewolucyjnych.

### Jordania
Jordańska gałąź Bractwa wspierała i broniła jordańskiego króla Husajna przed zakusami opozycji politycznej oraz próbami jego obalenia przez Nasera. W zamian król nie zakazał działalności Bractwa, tak jak to zrobił z innymi partiami. Bractwo utworzyło własną partię o nazwie Islamski Front Działań. Poczynając od grudnia 2013, Bractwo jest opisywane jako „w rozsypce”.